# Lijst van voetbalinterlands Brazilië - Oostenrijk
Deze lijst van voetbalinterlands is een overzicht van alle officiële voetbalwedstrijden tussen de nationale teams van Brazilië en Oostenrijk. De landen speelden tot op heden tien keer tegen elkaar. De eerste ontmoeting, een vriendschappelijke wedstrijd, werd gespeeld in Wenen op 15 april 1956. Het laatste duel, eveneens een vriendschappelijke wedstrijd, vond plaats op 10 juni 2018 in de Oostenrijkse hoofdstad.

## Wedstrijden
| №  | Plaats         | Datum            | Competitie        | Wedstrijd             | Uitslag |
| -- | -------------- | ---------------- | ----------------- | --------------------- | ------- |
| 1  | Wenen          | 15 april 1956    | Vriendschappelijk | Oostenrijk – Brazilië | 2 – 3   |
| 2  | Uddevalla      | 8 juni 1958      | WK 1958           | Brazilië – Oostenrijk | 1 – 0   |
| 3  | Rio de Janeiro | 29 april 1970    | Vriendschappelijk | Brazilië – Oostenrijk | 1 – 0   |
| 4  | São Paulo      | 11 juni 1971     | Vriendschappelijk | Brazilië – Oostenrijk | 1 – 1   |
| 5  | Wenen          | 13 juni 1973     | Vriendschappelijk | Oostenrijk – Brazilië | 1 – 1   |
| 6  | São Paulo      | 1 mei 1974       | Vriendschappelijk | Brazilië – Oostenrijk | 0 – 0   |
| 7  | Mar del Plata  | 11 juni 1978     | WK 1978           | Oostenrijk – Brazilië | 0 – 1   |
| 8  | Wenen          | 3 augustus 1988  | Vriendschappelijk | Oostenrijk – Brazilië | 0 – 2   |
| 9  | Wenen          | 18 november 2014 | Vriendschappelijk | Oostenrijk – Brazilië | 1 – 2   |
| 10 | Wenen          | 10 juni 2018     | Vriendschappelijk | Oostenrijk – Brazilië | 0 − 3   |

## Samenvatting
| Competitie        | Totaal gespeeld | Winst Brazilië | Gelijk | Winst Oostenrijk | Doelsaldo Brazilië – Oostenrijk |
| ----------------- | --------------- | -------------- | ------ | ---------------- | ------------------------------- |
| WK-eindronde      | 2               | 2              | 0      | 0                | 2 − 0                           |
| Vriendschappelijk | 8               | 5              | 3      | 0                | 15 − 5                          |
| Totaal            | 10              | 7              | 3      | 0                | 17 − 5                          |

Wedstrijden bepaald door strafschoppen worden, in lijn met de FIFA, als een gelijkspel gerekend.

## Details

### Zesde ontmoeting
| Vriendschappelijk (São Paulo, Brazilië, 1 mei 1974): |       |            |
| Brazilië                                             | 0 – 0 | Oostenrijk |
|                                                      | goals |            |

### Negende ontmoeting
| Vriendschappelijk (Wenen, Oostenrijk, 18 november 2014): |              | |
| Oostenrijk | 1 – 2        | Brazilië |
| Aleksandar Dragović 75' (pen.) | goals        | 64' David Luiz 83' Roberto Firmino |
| Marcel Koller | bondscoach   | Dunga |
| Robert Almer 46' Florian Klein Christian Fuchs Aleksandar Dragović Martin Hinteregger Veli Kavlak Zlatko Junuzović 71' Stefan Ilsanker Martin Harnik 88' Rubin Okotie 54' Marko Arnautović 77' | opstellingen | Diego Alves 28' Miranda Filipe Luis David Luiz Danilo 63' Willian Luiz Gustavo 82' Fernandinho 77' Oscar 62' Luiz Adriano 90+2' Neymar |
| Ramazan Özcan 46' Marcel Sabitzer 54' Andreas Weimann 71' Andreas Ulmer 77' Sebastian Prödl 88'                                                                                                | wissels      | 28' Thiago Silva 62' Roberto Firmino 63' Douglas Costa 77' Fred 82' Casemiro 90+2' Marquinhos                                          |
| Rubin Okotie 6' | gele kaarten | |

A-internationals · Selecties · CBF · Braziliaans vrouwenelftal · Olympisch elftal · Bondscoaches
1910 – 1919 · 
1920 – 1929 · 
1930 – 1939 · 
1940 – 1949 · 
1950 – 1959 · 
1960 – 1969 · 
1970 – 1979 · 
1980 – 1989 · 
1990 – 1999 · 
2000 – 2009 · 
2010 – 2019 · 
2020 – 2029
WK 1930 · 
WK 1934 · 
WK 1938 · 
WK 1950 · 
WK 1954 · 
WK 1958 · 
WK 1962 · 
WK 1966 · 
WK 1970 · 
WK 1974 · 
WK 1978 · 
WK 1982 · 
WK 1986 · 
WK 1990 · 
WK 1994 · 
WK 1998 · 
WK 2002 · 
WK 2006 · 
WK 2010 · 
WK 2014 · 
WK 2018 · 
WK 2022
OS 1952 · 
OS 1960 · 
OS 1964 · 
OS 1968 · 
OS 1972 · 
OS 1976 · 
OS 1984 · 
OS 1988 · 
OS 1996 · 
OS 2000 · 
OS 2008 · 
OS 2012 · 
OS 2016 · 
OS 2020
1914 · 
1915 · 
1916 · 
1917 · 
1918 · 
1919 · 
1920 · 
1921 · 
1922 · 
1923 · 
1924 · 
1925 · 
1926 · 
1927 · 
1928 · 
1929 · 
1930 · 
1931 · 
1932 · 
1933 · 
1934 · 
1935 · 
1936 · 
1937 · 
1938 · 
1939 · 
1940 · 
1941 · 
1942 · 
1943 · 
1944 · 
1945 · 
1946 · 
1947 · 
1948 · 
1949 · 
1950 · 
1951 · 
1952 · 
1953 · 
1954 · 
1955 · 
1956 · 
1957 · 
1958 · 
1959 · 
1960 · 
1961 · 
1962 · 
1963 · 
1964 · 
1965 · 
1966 · 
1967 · 
1968 · 
1969 · 
1970 · 
1971 · 
1972 · 
1973 · 
1974 · 
1975 · 
1976 · 
1977 · 
1978 · 
1979 · 
1980 · 
1981 · 
1982 · 
1983 · 
1984 · 
1985 · 
1986 · 
1987 · 
1988 · 
1989 · 
1990 · 
1991 · 
1992 · 
1993 · 
1994 · 
1995 · 
1996 · 
1997 · 
1998 · 
1999 · 
2000 · 
2001 · 
2002 · 
2003 · 
2004 · 
2005 · 
2006 · 
2007 · 
2008 · 
2009 · 
2010 · 
2011 · 
2012 · 
2013 · 
2014 · 
2015 · 
2016 · 
2017 · 
2018 ·
2019 ·
2020 ·
2021
Algerije ·
Andorra ·
Argentinië ·
Australië ·
België ·
Bolivia ·
Bosnië en Herzegovina ·
Bulgarije ·
Canada ·
Chili ·
China ·
Colombia ·
Congo-Kinshasa ·
Costa Rica ·
Denemarken ·
DDR ·
Duitsland ·
Ecuador ·
Egypte ·
El Salvador ·
Engeland ·
Estland ·
Finland ·
Frankrijk ·
Gabon ·
Ghana ·
Griekenland ·
Guatemala ·
Guinee ·
Haïti ·
Honduras ·
Hongarije ·
Hongkong ·
Ierland ·
IJsland ·
Irak ·
Iran ·
Israël ·
Italië ·
Ivoorkust ·
Jamaica ·
Japan ·
Joegoslavië ·
Kameroen ·
Kroatië ·
Letland ·
Litouwen ·
Luxemburg ·
Maleisië ·
Marokko ·
Mexico ·
Nederland ·
Nieuw-Zeeland ·
Nigeria ·
Noord-Ierland ·
Noord-Korea ·
Noorwegen ·
Oekraïne ·
Oman ·
Oostenrijk ·
Panama ·
Paraguay ·
Peru ·
Polen ·
Portugal ·
Qatar .
Roemenië ·
Rusland ·
Saoedi-Arabië ·
Senegal ·
Servië ·
Schotland ·
Slowakije ·
Sovjet-Unie ·
Spanje ·
Tanzania ·
Thailand ·
Tsjechië ·
Tsjecho-Slowakije ·
Tunesië ·
Turkije ·
Uruguay ·
Venezuela ·
Verenigde Arabische Emiraten ·
Verenigde Staten ·
Wales ·
Zambia ·
Zimbabwe ·
Zuid-Afrika ·
Zuid-Korea ·
Zweden ·
Zwitserland
Argentinië (1982) ·
Argentinië (2005) ·
Australië (1997) ·
Australië (2006) ·
België (2018) ·
Chili (2014) ·
China (2002) ·
Colombia (2014) ·
Costa Rica (2018) ·
Duitsland (2002) ·
Duitsland (2014) ·
Frankrijk (1998) ·
Frankrijk (2006) ·
Ghana (2006) ·
Hongarije (1954) ·
Italië (1970) ·
Italië (1982) ·
Italië (1994) ·
Japan (2006) ·
Kameroen (2014) ·
Kameroen (2022) ·
Kroatië (2006) ·
Kroatië (2014) ·
Kroatië (2022) ·
Mexico (1999) ·
Mexico (2014) ·
Mexico (2018) ·
Nederland (2014) ·
Portugal (2010) ·
Servië (2018) ·
Spanje (2013) ·
Tsjecho-Slowakije (1962, 2) ·
Turkije (2002, 1) ·
Uruguay (1950) ·
Verenigde Staten (2009, 2) ·
Zweden (1958) ·
Zwitserland (2018)
ÖFB · A-internationals · Selecties · Bondscoaches · Oostenrijks vrouwenelftal · Olympisch elftal · Oostenrijk U21 · Oostenrijk U20 · Oostenrijk U19 · Oostenrijk U18 · Oostenrijk U17 · Oostenrijk U16 · Vrouwen U17
1902 – 1919 ·
1920 – 1929 ·
1930 – 1939 ·
1940 – 1949 ·
1950 – 1959 ·
1960 – 1969 ·
1970 – 1979 ·
1980 – 1989 ·
1990 – 1999 ·
2000 – 2009 ·
2010 – 2019 ·
2020 – 2029
EK's: 2008 · 
2016 · 
2020 · 
2024
WK's: 1934 · 
1954 · 
1958 · 
1978 · 
1982 · 
1990 · 
1998
OS: 1912 ·
1936 ·
1948 ·
1952
1902 · 
1903 · 
1904 · 
1905 · 
1906 · 
1907 · 
1908 · 
1909 · 
1910 · 
1911 · 
1912 · 
1913 · 
1914 · 
1915 · 
1916 · 
1917 · 
1918 · 
1919 · 
1920 · 
1921 · 
1922 · 
1923 · 
1924 · 
1925 · 
1926 · 
1927 · 
1928 · 
1929 · 
1930 · 
1931 · 
1932 · 
1933 · 
1934 · 
1935 · 
1936 · 
1937 · 
1938 · 1939 · 1940 · 1941 · 1942 · 1943 · 1944 · 1945 · 
1946 · 
1947 · 
1948 · 
1949 · 
1950 · 
1952 · 
1952 · 
1953 · 
1954 · 
1955 · 
1956 · 
1957 · 
1958 · 
1959 · 
1960 · 
1961 · 
1962 · 
1963 · 
1964 · 
1965 · 
1966 · 
1967 · 
1968 · 
1969 · 
1970 · 
1971 · 
1972 · 
1973 · 
1974 · 
1975 · 
1976 · 
1977 · 
1978 · 
1979 · 
1980 · 
1981 · 
1982 · 
1983 · 
1984 · 
1985 · 
1986 · 
1987 · 
1988 · 
1989 · 
1990 ·
1991 · 
1992 · 
1993 · 
1994 · 
1995 · 
1996 · 
1997 · 
1998 · 
1999 · 
2000 · 
2001 · 
2002 · 
2003 · 
2004 · 
2005 · 
2006 · 
2007 · 
2008 · 
2009 · 
2010 · 
2011 · 
2012 · 
2013 · 
2014 · 
2015 · 
2016 · 
2017 · 
2018 · 
2019 · 
2020 · 
2021 ·
2022
Albanië ·
Algerije ·
Andorra ·
Argentinië ·
Azerbeidzjan ·
België ·
Bosnië en Herzegovina ·
Brazilië ·
Bulgarije ·
Canada ·
Chili ·
Costa Rica ·
Cyprus ·
Denemarken ·
DDR ·
Duitsland ·
Egypte ·
Engeland ·
Estland ·
Faeröer ·
Finland ·
Frankrijk ·
Georgië ·
Ghana ·
Griekenland ·
Hongarije ·
Ierland ·
IJsland ·
Iran ·
Israël ·
Italië ·
Ivoorkust ·
Japan ·
Joegoslavië ·
Kameroen ·
Kazachstan ·
Kroatië ·
Letland ·
Liechtenstein ·
Litouwen ·
Luxemburg ·
Malta ·
Moldavië ·
Montenegro ·
Nederland ·
Nigeria ·
Noord-Ierland ·
Noord-Macedonië ·
Noorwegen ·
Oekraïne ·
Paraguay ·
Peru ·
Polen ·
Portugal ·
Roemenië ·
Rusland ·
San Marino ·
Schotland ·
Servië ·
Slovenië ·
Slowakije ·
Sovjet-Unie ·
Spanje ·
Trinidad en Tobago ·
Tsjechië ·
Tsjecho-Slowakije ·
Tunesië ·
Turkije ·
Uruguay ·
Venezuela ·
Verenigde Staten ·
Wales ·
Wit-Rusland ·
Zweden ·
Zwitserland
Algerije (1982) · 
Chili (1982) · 
Duitsland (2008) · 
Frankrijk (1982) · 
Hongarije (2016) · 
Italië (2021) · 
Kroatië (2008) · 
Nederland (2021) · 
Noord-Ierland (1982) · 
Noord-Macedonië (2021) · 
Oekraïne (2021) · 
Polen (2008) ·  
Portugal (2016) · 
West-Duitsland (1982)